# ANTIC
Si us esteu referint a la revista, vegeu ANTIC (revista)
ANTIC (Alpha-Numeric Television Interface Circuit) Circuit d'Interfície Alfanumèrica de Televisió. Va ser un xip primitiu de sistema de vídeo utilitzat tant pels microordinadors de la família Atari de 8 bits com també per algunes consoles de jocs de vídeo d'Atari als volts del 1980.
L'ANTIC era un microprocessador dedicat que generava els gràfics en 2D i els mostrava en la pantalla d'un televisor o d'un ordinador. Es tractava d'un veritable microprocessador, que tenia un conjunt d'instruccions que li permetien executar programes per processar dades de gràfiques de vídeo. Aquests "programes" rebien el nom de llistes de pantalla {display lists}.
La unitat de processament central CPU, compatible amb 6502, escrivia a la RAM la llista de pantalla i les dades de la pantalla. L'ANTIC recollia aquesta informació des de la RAM utilitzant una tècnica coneguda com a drecera a la memòria {direct memory access} DMA. Processava les instruccions de nivell més alto (o més complexes) de la llista de pantalla i les traduïa en temps real en un flux d'instruccions simplificades per al xip CTIA, en una combinació que proporcionava 12 modes gràfics. Amb el xip GTIA, més avançat, es disposava de 16 modes gràfics.

## Característiques
Les característiques més notables de l'ANTIC eren:
- 14 modes diferents de gràfics i de text.
- Els modes de pantalla {Display modes} podien barrejar-se a la pantalla
- RAM de la pantalla variable {Non-fixed screen RAM}. La RAM de la pantalla es podia ubicar quasi en qualsevol àrea de la memòria. Això feia possible que es pogués fer un intercanvi de pàgines {page-flipping} i altres efectes fàcilment.

## Instruccions
ANTIC tenia quatre tipus d'instruccions:
- Mode de mapa de bits - desplegament de píxels
- Mode de caràcters - desplegament de dades de caràcters
- Línia en blanc - desplegament de línies horitzontals en blanc (en color sòlid)
- Instrucció de salt - recarregava el comptador del programa ANTIC (instrucció de 3 bytes)

Cada instrucció tenia opcions addicionals donades mitjançant l'assignació de bits específics:
- DLI - {Display list interrupt} interrupció de la llista de pantalla.
- Carregar escaneig de memòria {Load Memory Scan} (LMS) - Carrega les direccions de les dades de gràfics/caràcters (instrucció de 3 bytes)
- Lliscament Vertical {Vertical scrolling} - Habilita el lliscament vertical
- Lliscament Horitzontal {Horizontal Scroll|scrolling} - Habilita el lliscament horitzontal

Tot i que l'ANTIC era un microprocessador, el seu comptador de programa tenia tan sols 10-bits de longitud. Això feia que la llista de pantalla requerís una instrucció de salt JMP per creuar un límit d'1K. Es necessitava una instrucció de "càrrega d'escaneig de memòria" LMS (Load Memory Scan) per les dades que superaven un límit de 4K. Finalment, es posava una instrucció de "salt durant l'esborrat vertical" JVB (Jump on Vertical Blank), al final de la llista de pantalla. El desplegament complet era igual a 192 línies d'escombrat.